# Selective Hearing
Selective Hearing es el cuarto EP de la banda Our Last Night lanzado el 9 de junio de 2017.

## Lista de canciones
Toda la música compuesta por Our Last Night.
1. Broken Lives – 4:00
2. Tongue Tied – 4:04
3. Free Radical – 3:36
4. Caught In The Storm – 3:36
5. Ivory Tower – 3:16
6. Common Ground – 3:58
7. Ghost In The Machine – 3:42

## Créditos

### Our Last Night
- Trevor Wentworth - vocalista
- Matt Wentworth - guitarra líder, vocalista
- Alex "Woody" Woodrow - bajo
- Tim Molloy - batería

- Datos: Q49835834